# Цвинтар вояків СС Галичина в селі Ляцьке-Червоне
Військовий меморіальний цвинтар воїнів дивізії СС «Галичина» та 1-ї Української Дивізії УНА «Галичина» створений у липні 1994 року Галицьким Братством колишніх вояків 1-ї Української дивізії Галичина Української національної армії, особливо опікувався Юрій Ференцевич.
Розташований на узбіччі «автодороги» Н02 Львів — Тернопіль поміж селами Ляцьке-Червоне і Ясенівці на Золочівщині недалеко від місця, де відбувався прорив дивізії «Галичина» з оточення, і де багато вояків полягло від ворожих куль і бомб. Там перепоховано понад 250 останків полеглих у боях під Бродами. На цвинтарі побудовано каплицю-церкву в стіни якої вмонтовано чотири меморіальні таблиці і котра в липні 1997 року була освячена.
По обидва боки від каплиці симетрично встановлено хрести як на індивідуальних, так і на колективних похованнях вояків.
Праця над упорядкуванням цвинтаря та оформленням могил продовжується. Для тих, що впали в бою, рідня ставить пропам'ятні хрести. Станом на 2011 рік на кладовищі встановлено понад 500 хрестів.